# Magdalenenhochwasser 1480
Das Magdalenenhochwasser von 1480 war eine verheerende Überschwemmungskatastrophe, die im Juli 1480 das Umland der Aare und des Rheins sowie weiterer Flüsse im schweizerischen Mittelland und Oberrheingebiet heimsuchte.

## Ursachen
Wie bei anderen extremen Hochwasserereignissen, beispielsweise dem Magdalenenhochwasser 1342, dem Oderhochwasser 1997, dem Elbehochwasser 2002 oder dem Hochwasser in Mitteleuropa 2013, wurde die Flut wahrscheinlich durch eine Vb-Wetterlage ausgelöst. Nachdem der Wasserstand der Flüsse durch langen Regen im Mai und Juni bereits sehr hoch war, folgten heisse Tage im Frühsommer, die eine intensive Schneeschmelze hervorriefen. Mitte Juli trat Dauerregen ein (gemäss der Berner Chronik von Diebold Schilling regnete es drei Tage ununterbrochen in Strömen), der zum Hochwasser führte.

## Verlauf
Der Beginn des Hochwassers ist für das Berner Oberland und Freiburg im Üechtland auf den 21. Juli festzulegen. In Bern trat die Aare im Mattequartier und im Marzili am 22. Juli – in der Nacht auf den 23. Juli – über die Ufer und überflutete die Strassen, Gärten und Wohnungen. In Basel war der Höhepunkt des Hochwassers am 24. Juli.

## Folgen
Gemäss den Chroniken wurden alle Aare- und Rheinbrücken zwischen Bern und Strassburg ganz oder teilweise zerstört.

## Einordnung
Das Magdalenenhochwasser von 1480 wurde als grösste Überschwemmungs-Katastrophe der Schweiz bewertet. Laut den Forschern waren die Pegelstände um bis zu 90 Zentimeter höher als beim grossen Alpenhochwasser 2005.